# ليون ليفينياك
ليون ليفيناك (13 يوليو 1846 في قرية الجنالز في رعية بيزان - توفي في 12 نوفمبر 1922 بالقرب من الحراش (بالفرنسية: Maison-carrée)) هو مبشر من إفريقيا، من جمعية الآباء البيض، وهو مؤسس الكنيسة الكاثوليكية في بوغندا (أوغندا الآن). كان الأسقف الفخري (في partibus) لباكاندو، رئيس أساقفة أوكسيرينخوس الفخري. كان ثاني رئيس عام للإرساليات في إفريقيا (بعد المؤسس،شارل مارسيال لافيجيري)، من عام 1890 حتى وفاته، حيث كان قادرًا على تحقيق تقدم كبير، على الرغم من مأساة الحرب العالمية الأولى في نهاية عهده.

## سيرة شخصية

### السنوات الأولى

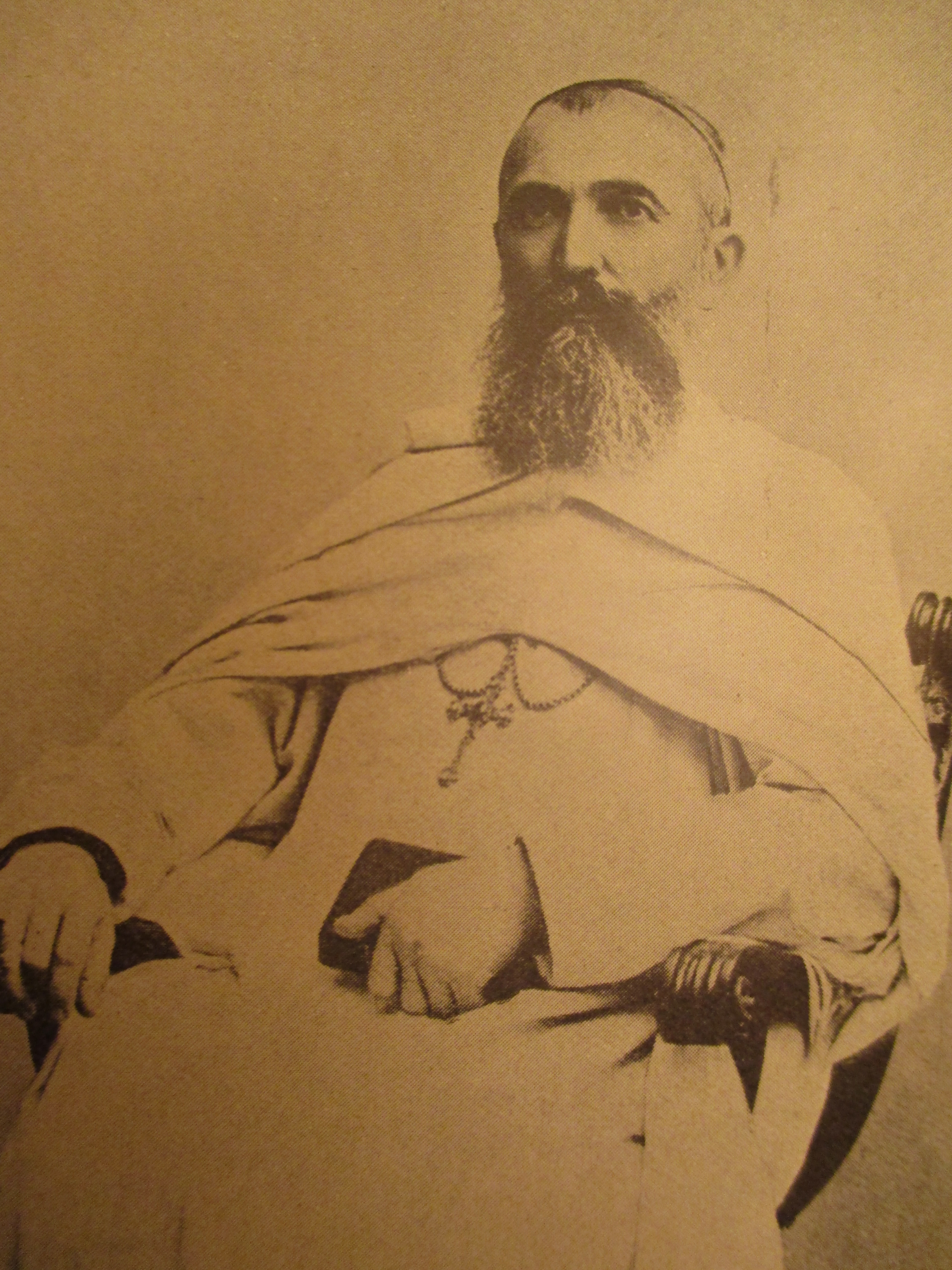
ليون ليفينياك في ايامه الاخيرة

ولد في 13 يوليو 1846في أفيرون في عائلة مزارعين مسيحيين متدينين، وهو الثاني من بين ثلاثة أطفال. عُمّد أوغست سيمون ليون جول، المدعو ((ليون)). بعد الوفاة السريعة لكلا والديه، قبل سن السادسة، تلقى تعليمه على يد جدته وخالاته. تابع تعليمه الأول في مدرسة سان جينيز دولت [الفرنسية]، ثم التحق بالمدرسة الأبرشية في اخوة المدارس المسيحية [الفرنسية]، مع إخوة المدارس المسيحية. وتابع دراسته في مدرسة السوبليانيين [الفرنسية] الواقعة في روديز في أكتوبر 1867 ;التي كان يرتادها ما يقرب من ثلاثمائة إكليريكي، تلقى أوامر ثانوية في عام 1870 وارتقى إلى مرتبة شماس في مايو 1872.

### وظيفة مبكرة
في فبراير 1873، بعد استماعه في المعهد الإكليريكي لمؤتمر من قبل أحد مبعوثيه، توجه ليون ليفينياك إلى شارل مارسيال لافيجيري الذي أسس مؤخرًا جمعية المرسلين في إفريقيا ودخل في مبتدئة Maison-Carrée في الحراش بالقرب من الجزائر العاصمة، في أبريل التالي. كان له دور في اليسوعية، قدم له الأب تراس (1831-1922) صلبة إغناطية روحانية. تم ترسيمه كاهنًا من قبل لافيجيرييوم 12أكتوبر 1973. على الرغم من أنه لم يكمل مبتدئه، فقد تم تعيينه على الفور نائبًا لرئيس الجامعة وأستاذًا في اللاهوت في مدرسة الآباء البيض. لفظ نذوره يوم 7 أبريل 1874 وانتخب في12اكتوبر العضو التالي في المجلس العام للجمعية. في ذلك الوقت، كان يضم ثلاثة وأربعين أبًا وتسعة إخوة.
تم إرساله في مهمته الأولى في فبراير 1875 إلى منطقة القبائل بين الأودية، حيث مكث بضعة أشهر قبل أن يتم تعيينه مديرًا لمدرسة ميزون كاري.

### فيكتوريا نيانزا
في مارس 1878، تم تعيينه للتنصير في مرتفعات إفريقيا الاستوائية، حيث غادر مع مجموعة من عشرة مبشرين وبقي هناك حتى عام 1889، واقام خاصة في شواطئ بحيرة فيكتوريا. أسس مع مساعديه كنيسة بوغندا وسافر عبر هذه المنطقة الشاسعة، غالبًا في أصعب الظروف. درس لغة اللوغندا وكتب قواعدا لها. في عام 1883، أسس مقره في كاموغا في Boukoumbi جنوبي بحيرة فيكتوريا (سميث كوف )، في منطقة أقل عرضة للصراع.

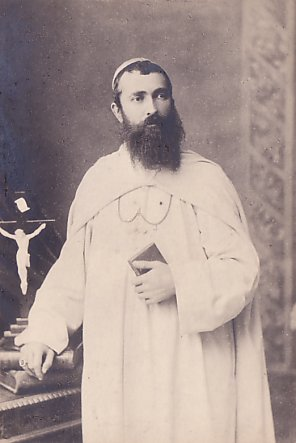
M ليفيناك بعد تعيينه عام 1885.

في يونيو 1883، تم تعيينه نائبًا رسوليًا لفيكتوريا نيانزا. عاد بعض الوقت إلى ميزون كاري ليتم تكريسه أسقفًا من قبل لافيجيري. لقد عاد إلى نائبه في مايو 1885، لإيجاد منطقة في قبضة أخطر المشاكل. سافر إلى بوغندا عام 1886، وقت استشهاد شهداء أوغندا، الذين اغتيلوا بأمر من الكاباكا (ملك القبيلة) موانغا الثاني. كان المبشرون البروتستانت قد فكروا في عمل مشترك مع المبشرين الكاثوليك لإطلاق سراحهم، لكن ليفينياك رفض، معتقدًا أن الأمر سيكون أسوأ. احتاج الكاباكا لإثبات قوته للمرة الأخيرة ولم يوقفه شيء. زار ليون ليفيناك هذه المنطقة لفترات قصيرة فقط في عامي 1888 و 1890.
في ال20 من أغسطس 1887، امر صديقه جان باتيست تشاربونيير النائب الرسولي من تنجانيقا باداء مهامه في كنيسة Kipalapala : هذه هي المرة الأولى التي يتم فيها ترسيم أسقف في إفريقيا الاستوائية.

### متفوق عام
في سبتمبر 1889 انتخب رئيسا للجمعية. كان لديه الوقت لترسيم خليفته وتلميذه السابق الألزاسي جان جوزيف هيرث في يوم الخمسين عام 1890 في كامانغا، قبل أن يعود إلى فرنسا حيث وصل إلى مرسيليا يوم19 سبتمبر 1890 مع أربعة عشر شابا من باغاندا، للمشاركة في مؤتمر مناهضة العبودية في باريس، ثم ذهب معهم إلى روما وتم تنصيبه رئيسًا عامًا في 5 نوفمبر 1890.
كانت اولى سنتي عمله صعبة، لأن المؤسس لافيجري كان نشطا في الجمعية بينما لا يجب ان يلقي ليفينياك بظلاله عليه. توفي لافيجري عام 1892 اعيد انتخاب ليفيناك في 1894 و 1900. وانتخب مدى الحياة عام 1906.

كرئيس، ظل في 

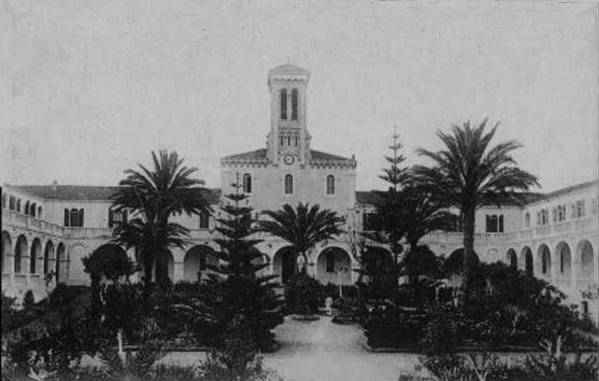
المنزل الرئيسي في ميزون كاريه.

الموجود في Maison Carree ويجب أن يدير زراعتها وتجارة نبيذ Oulid Adda. إنه ملزم بأن يأخذ في الاعتبار التوترات بين القوى الاستعمارية التي تشترك في إفريقيا وأن يكون حريصًا على إرسال آباء من نفس جنسية الدولة الاحتلالية في مهمة إذا أمكن لتخفيف التوترات التي تتشكل بينهم وبين المبشرين.

بين عامي 1892 و 1922، خلال الثلاثين عامًا من
 ، شهدت الجمعية نموًا كبيرًا. يتدرج من ثلاثة إلى ستة عشر أسقفًا، من مائة وخمسة وثمانين كاهنًا وأربعة وستين أخًا، إلى ست مئة وأربعة وسبعين كاهنًا ومائة وثمانون أخًا. !
وهو مسؤول عن مهمة صياغة دساتير الجمعية وكتابة عدد من التعاميم للإرساليات، والعمل على جمع التبرعات ونشر عدد من صحائف المعلومات والصحف.
توفي في ميزون كاري في تشرين الثاني (نوفمبر) 1922 في سن السادسة والسبعين. لقد كان رجلاً متواضعاً، لكنه في نفس الوقت قادر على استخدام أكثر لطاقاته عزماً مع إبراز سلطته.

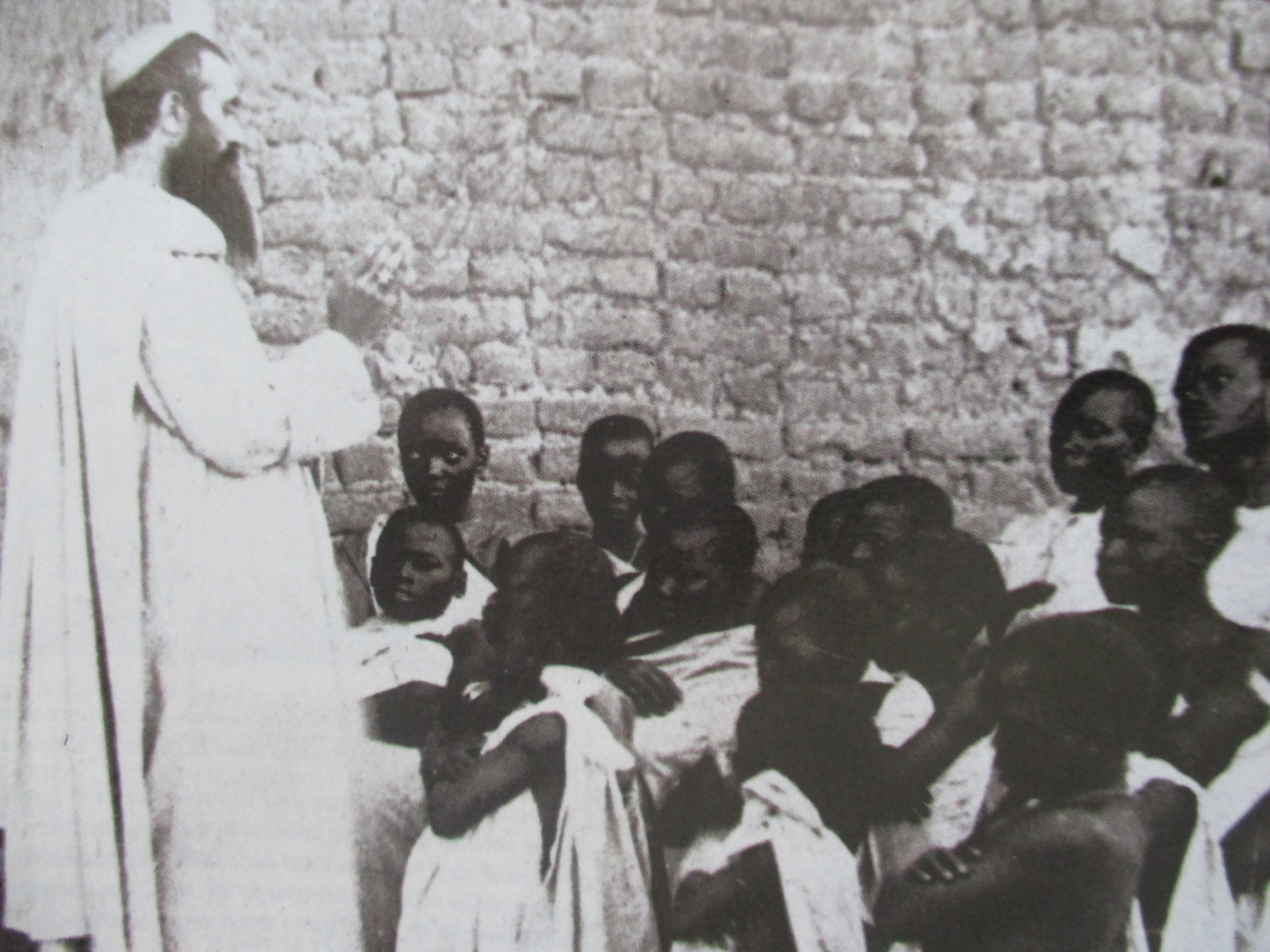
ليون ليفنياك يؤدي عملية تعليم الأوغنديين الديانة النصرانية

و تم نقل رفاته في عام 2007 إلى ضريح نابولاغالا في أوغندا.

## بعض المنشورات
- تعليمات المونسنيور ليفينهاش لإرساليات إفريقيا (الآباء البيض)، الجزائر العاصمة، 1938، 423 ص. - تعميم رسائل إلى المبشرين الأفارقة (آباء بيض). : 1889-1912. مجموعة من 97 حرفًا no 1 - no 97).
- ليون ليفيناك: تعميم رسائل إلى المبشرين في إفريقيا (الآباء البيض) : 1912-1922. (no 98 - no 134).
- Léon Livinhac: دليل لغة لوغندا بما في ذلك القواعد ومجموعة من الحكايات والأساطير، Établissements Benziger & Co. SA، 1894، 290 pp.

## فهرس
- (بالإنجليزية) ج. فان دير بورخت، الصليب والعلم في إفريقيا: «الآباء البيض» أثناء التدافع الاستعماري 1892-1914 ، نيويورك، 2006، 294 ص.
- جمعية الإرساليات الإفريقية: «Mgr Léon Livinhac» . الوفيات (1922-1931)، تومي الرابع، ص. 65-80

```
.
```

## مذكرات ومراجع
1. ↑  site des Pères Blancs, Biographie de Léon Livinhac sur le site des pères blancs نسخة محفوظة 2016-03-04 على موقع واي باك مشين.
2. ↑  Georges Leblond, Le Père Auguste Achte et la mission de l'Ouganda, Paris, Procure des Pères blancs, 1928, p. 26
3. ↑  Le 14 septembre 1884
4. ↑  Qui passe à une société immobilière en 1899, gérée par les Pères
5. ↑  Jean-Claude Ceillier, Histoire des missionnaires d'Afrique (Pères blancs): de la fondation par قالب:Mgr Lavigerie à la mort du fondateur (1868-1892), éditions Karthala, ص. 274
, 2008, (ردمك 978-2-84586-983-7) نسخة محفوظة 7 أبريل 2016 على موقع واي باك مشين.